# A3 Entretenimento
A3 Entretenimento foi um conglomerado de empresas brasileiro, com sede no estado do Ceará. Fundado em 2006 por Isaías Duarte, André Camurça, Carlos Aristides, Claudio Melo e Zequinha Aristides, o grupo tinha como atividade principal a promoção e produção de eventos e bandas de forró. Possuía também estações de rádio e casas de forró sediadas em Fortaleza.

## História
A criação do conglomerado tem início em 2002, com a formação da banda Aviões do Forró, por Zequinha Aristides, Isaías Duarte e Carlos Aristides. Quatro anos depois, André Camurça se une a Carlos Aristides e Isaias Duarte, ex-funcionário de Emanuel Gurgel, este último dono do Grupo SomZoom Sat, e fundam a A3 Entretenimento. Inicialmente, a sociedade era composta também por Roberto Saraiva e Celso Luis. Camurça se desligou da empresa em 2011 e, posteriormente, fundou a Social Music. Para abrigar a A3, foram adquiridas as instalações da Rede SomZoom Sat localizadas na região da Avenida Heróis do Acre, no bairro Passaré, em Fortaleza.
Em 18 de outubro de 2016, o grupo foi investigado pela Polícia Federal, em conjunto com a Receita Federal, através da Operação For All contra fraudes no imposto de renda, que teriam sido cometidas pela A3. A operação investigava a sonegação de pelo menos R$ 500 milhões.
Em 2021, a empresa encerra suas atividades. Os artistas e bandas associados a empresa passaram para a produtora Vybbe, formada por Carlos Aristides, Xand Avião, Everton Silveira e Kleryston Pontes.

## Empresas

### Estações de rádio
- Rádio 100 (arrendada  para a  Igreja Pentecostal Deus é Amor; sociedade de 50% com a D&E Entretenimento)[13]

### Antigas empresas
Casas de forró
- Forró no Sítio
- Hangar
- Kangalha
- Galpão 4 (G4)

Estações de rádio
- 102 FM[14][15]
- 91 FM
- Fortal FM
- Top FM

## Produtora

### Artistas
- Xand Avião
- Avine Vinny[16]
- Zé Vaqueiro
- Priscila Senna
- Zé Cantor
- NaTTan

### Antigos contratados
- Aviões do Forró
- Cheiro de Menina[17]
- Forró do Muído
- Forró do Bom[18]
- Solteirões do Forró
- Forró dos Plays
- Forró Balancear
- Chicabana
- Boca a Boca
- A Comandante
- Forró Pé de Ouro
- Gaviões do Forró[19]
- Dorgival Dantas
- Felipe Lemos[20]
- May e Karen[21]
- Solange Almeida
- Vicente Nery[17]

- Banda Calypso[22]
- Gusttavo Lima[23]